# Nico Derwael
Nico Derwael (Genk, 1 maart 1973) is een voormalig Belgisch voetballer die speelde als middenvelder. Hij is de vader van turnster Nina Derwael.

## Carrière
Derwael speelde in de jaren 1990 twee seizoenen profvoetbal en geraakte aan vier wedstrijden voor KRC Genk. In september 2002 ging Nico Derwael met zijn weerbarstige knie bij dokter Bellemans in Leuven te rade en die bevestigde de stelling van de behandelende arts: stoppen of binnen enkele jaren een prothese. In 2003 werd hij coach bij Velm VV